# Чарис SIL
Чарис SIL — гарнитура с засечками, разрабатываемая компанией SIL International. Основой послужила гарнитура Bitstream Чартер, одна из первых, предназначенных для лазерных принтеров. Содержит четыре шрифта: обычный (roman), жирный, курсивный, и жирный курсивный.
Чарис был создан как гарнитура формата Юникод, предоставляющая набор символов для любой системы письма, основанной на латинском алфавите или кириллице.
Включает поддержку технологий OpenType, Graphite, и AAT. Распространяется под свободной лицензией SIL Open Font License (OFL), и может быть загружен бесплатно.